# Vokšice (zámek)
Zámek Vokšice je raně barokní zámek s výraznou empírovou úpravou ve vesnici Vokšice, části obce Podhradí v okrese Jičín. Je spjat zejména s rodem Šliků.

## Historie
Ves Vokšice je připomínána v písemnostech již roku 1327, když ji český král Jan Lucemburský zastavil Benešovi staršímu z Vartenberka. V 16. století byla ves zrušena a na jejím místě vybudován vrchnostenský dvůr.
Na přelomu 17. a 18. století byl majitelem dvora, Františkem Josefem Šlikem, vybudován jednopatrový jednoduchý barokní zámek. Jeho součástí byla například sýpka, roku 1700 vystavěná stavitelem Philippem Spannbruckerem podle plánů architekta Jeana Baptisty Matheye. Až do roku 1717 zde sídlila správa Schlikova velkostatku. V letech 1815 až 1835 bylo vybudováno nové zázemí pro hospodářství.
Roku 1948 byl zámek rodině Šliků zabaven. Od té doby byl využíván jako ubytovna nebo prodejna potravin Jednota. Od roku 1974 zde hospodařilo JZD Staré Místo. Po roce 1989 byl zchátralý objekt navrácen rodině Šliků. V současné době sídlí v zámku správa šlikovského majetku J. M. SCHLIK KONTINUUM.

## Popis
Zámek Vokšice je raně barokní zámek, výrazně přestavěn v první polovině 19. století do empírové podoby. V okolí zámku se rozkládá volně řešený park, na jehož jihovýchodním okraji nalezneme empírovou kapli svaté Rozálie z první poloviny 19. století.